# Lissonota leucoscelis
Lissonota leucoscelis là một loài tò vò trong họ Ichneumonidae.